# Velika peščenka
Velika peščenka (znanstveno ime Lindenia tetraphylla) je vrsta raznokrilih kačjih pastirjev iz družine porečnikov, razširjena po Srednji in Jugozahodni Aziji ter delu Sredozemlja. Je edina vrsta svojega rodu.

## Opis
Vrsta je nezamenljiva zaradi izjemne velikosti, listom podobnih loputah na spodnji strani konice zadka, ki jih nima nobena druga evropska vrsta, in ožiljenosti kril. V dolžino doseže 69–80 mm. Lopute dajejo zadebeljen videz konici sicer tankega, dolgega zadka. Osnovna obarvanost telesa je bledorumena s temnorjavimi ali črnimi znamenji, ki pa so po velikosti zelo variabilna. Podobno obarvanost ima tudi razmeroma velika pterostigma. Na jugu Hrvaške in Črne gore se pojavljajo tudi povsem črni osebki, kar pa je verjetno posledica mrzlih izvirov, v katerih se razvijajo.
Odrasli so aktivni poleti, od konca maja do avgusta.

## Habitat in razširjenost
Razmnožuje se ob večjih jezerih in večjih, počasi tekočih vodotokih, pri čemer pa se odrasli pogosto klatijo daleč od mesta, kjer so se izlegli in priložnostno naselijo tudi nova vodna telesa, kot so opuščene gramoznice brez obrasti. V takih habitatih je velika peščenka pionirska vrsta, kljub temu pa jo pogosteje opazimo nad jezeri z obsežnimi pasovi trstičja ali blazinicami hidrofitov, v katere samice rade odlagajo jajčeca.
Vrsta ima veliko območje razširjenosti, pojavlja se po večjem delu Srednje in Jugozahodne Azije ter vzhodu Sredozemlja, a so nahajališča običajno daleč vsaksebi, zato je pogosta le lokalno. V Sredozemlju je večinoma omejena na obalna nižavja. Bržkone največja populacija na svetu živi ob Skadarskem jezeru na meji med Albanijo in Črno goro, kjer so leta 2011 njeno številčnost ocenili na milijon osebkov, pri tem pa je iz celotne Črne gore znano le še eno drugo nahajališče. Slovenija je na severnem robu sredozemskega areala. V 1960. letih je odonatolog Boštjan Kiauta ujel eno samico v glinokopih v Fiesi, vse od takrat pa vrste ob slovenski obali ni opazil nihče več, zato velja za lokalno izumrlo. Stalna populacija živi le nekoliko južneje, na hrvaškem otoku Cresu, zato je šlo verjetno za klateža, po čemer je vrsta znana tudi sicer.